# New Body Rhumba
New Body Rhumba (Eigenschreibweise new body rhumba) ist ein Song von LCD Soundsystem, der für den Film Weißes Rauschen (Originaltitel White Noise) von Noah Baumbach geschrieben und Ende September 2022 veröffentlicht wurde.

## Entstehung

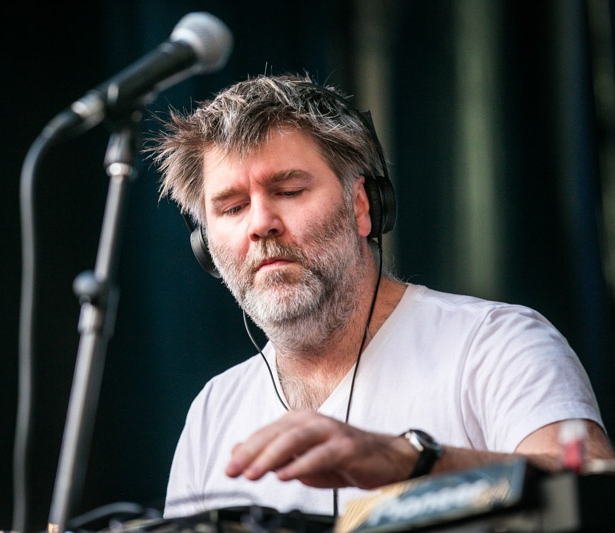
Autor, Sänger und Produzent James Murphy

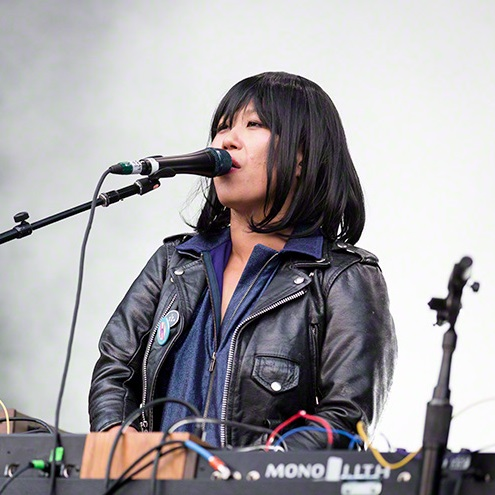
Co-Autorin Nancy Whang

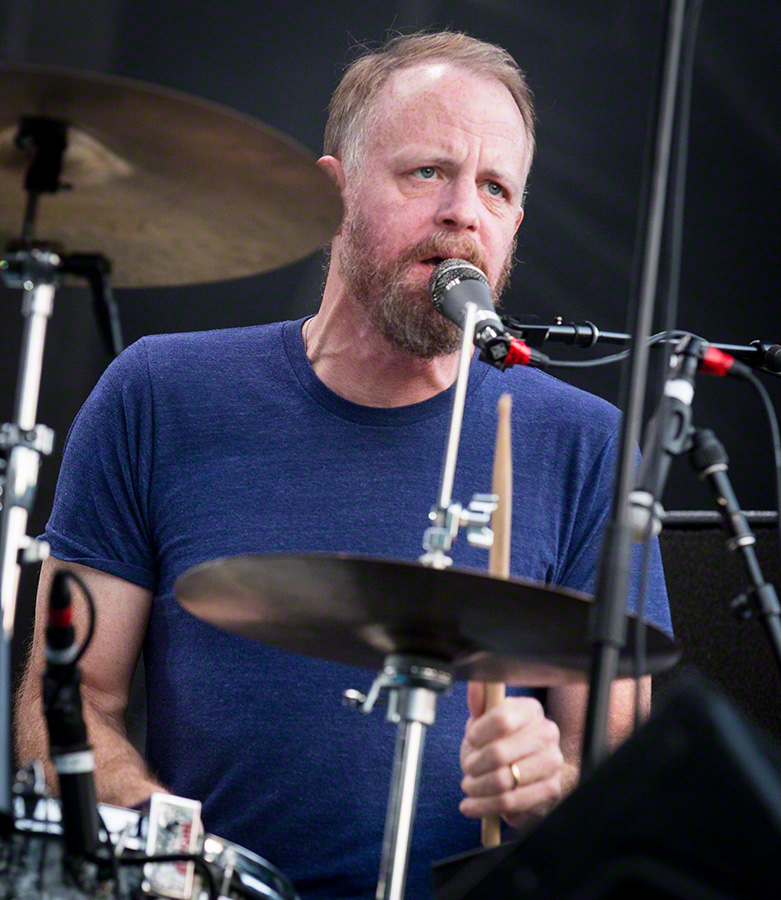
Co-Autor Patrick Mahoney

Der  Singer-Songwriter James Murphy, ein Multiinstrumentalist und Frontmann von LCD Soundsystem, der auch an Noah Baumbachs Greenberg und While We’re Young mitgewirkt hatte, steuerte New Body Rhumba für dessen Film Weißes Rauschen bei. Der Regisseur hatte ihn gebeten, einen Song zu schreiben, wie er im Jahr 1985 Songs geschrieben hätte. Es sollte ein eingängiger, lustiger Song über den Tod sein. Der Song findet in der Tanzszene am Ende des Films Verwendung.
Murphy, der auch singt, produzierte New Body Rhumba für das von ihm mitgegründete Electropunk-Label DFA Records. Neben ihm schrieben seine Kollegen von LCD Soundsystem Pat Mahoney (Schlagzeug) und Nancy Whang (Keyboard und Gesang) mit an dem Song. LCD Soundsystem wurde 2002 gegründet und erlangte schnell Bekanntheit, obwohl sie zwischen 2005 und 2010 nur drei Alben veröffentlichten, bevor sie sich 2011 auflösten. Ende 2015 formierte Murphy die Band neu, 2017 erschien das vierte Studioalbum, dem eine ausgedehnte Welttournee und der Gewinn eines Grammys folgte. Seitdem tun sich LCD Soundsystem nur gelegentlich für einzelne Auftritte und Konzerte zusammen. New Body Rhumba ist das erste gemeinsam geschriebene Lied des Projekts nach fünf Jahren.

## Veröffentlichung
New Body Rhumba wurde am 30. September 2022 von Columbia Records per Download und Musikstreaming veröffentlicht.

## Rezeption
Jason Jeong von Pitchfork schreibt, wie LCD-Hits von einst betrachte der Dance-Punk-Track New Body Rhumba misstrauisch die moderne Gesellschaft, wenn James Murphy zu einem zackigen Gitarren-Loop und nervigen Synthesizern über das kapitalistische Verlangen nach mehr, mehr, mehr brüllt („I need a new body / …to represent my need“) und eine Welt der Fast-Casual-Salate und gelegentlichen Soloauftritten verspottet. („Willst du ein Protein hinzufügen? /Willst du mich nach meinen Tagessätzen fragen?“)
Jonas Silbermann-Schön von der Musikzeitschrift Visions findet, mit New Body Rhumba würden sich die New Yorker Dance-Punks wieder gewohnt tanzbar geben, und mit krachendem Beat und schroffen Gitarren-Riffs klinge LCD Soundsystem wieder etwas mehr nach dem Pere-Ubu-inspirierten Sound ihrer Anfangstage. Trotz der Länge mäandere New Body Rhumba aber keineswegs vor sich hin, sondern pausiere in der Mitte des Track nur kurz, um zu einem donnernden Outro anzuschwellen, in dem Murphys Gesang und die klirrenden Synthies in einem rauschhaften Finale verschmelzen.
Rate Your Music ermittelt eine Durchschnittsbewertung des Songs von 4.06 von 5 Punkten.

## Auszeichnungen
Im Rahmen der Oscarverleihung 2023 befindet sich New Body Rhumba in einer Shortlist für die Kategorie Bester Song.
Critics’ Choice Movie Awards 2023
- Nominierung als Bestes Lied (James Murphy, Nancy Whang und Patrick Mahoney)

Hollywood Music In Media Awards 2022
- Nominierung in der Kategorie Original Song – Feature Film (James Murphy, Nancy Whang und Patrick Mahoney)[12]